# 葛飾エフエム放送
葛飾エフエム放送株式会社（かつしかエフエムほうそう）は、東京都葛飾区の一部地域を放送区域として超短波放送（FM放送）を営む特定地上基幹放送事業者である。
かつしかFMの愛称でコミュニティ放送を行っている。

## 概要
1997年（平成9年）に葛飾区の住民向けに放送を開始。本社・スタジオは葛飾区役所に隣接している。
放送区域外では、足立区・江戸川区など近隣の各区や埼玉県三郷市・八潮市、千葉県松戸市・市川市の各一部でも受信できるところがある。
2000年代初頭からインターネットによるサイマル配信を試みており、2006年（平成18年）8月からはStickam JAPAN!による生放送番組配信を開始。その後、2011年（平成23年）7月1日からはSimulRadioで、2019年（平成31年）4月1日からはListenRadioで、2021年（令和3年）4月26日からJCBAインターネットサイマルラジオでのサイマル配信をそれぞれ実施している。

## 自社制作番組
ニュース配信は、当初は東京新聞から受けていたが、現在は読売新聞からの提供に変更されている。
番組を再放送することが多く、その際は「この番組は再放送番組です。」と言う女性のアナウンスが入ってから始まる。また一部の番組はポッドキャストで配信している。
○印は、生放送番組。
月 - 金
- 音楽の回廊（5:00 - 8:00）
- 郷土愛歌（8:00 - 8:05、16:20 - 16:25）
- 葛飾ヤングビジョン（8:05 - 8:15）
- MUSIC LINE（8:15-8:30、9:30-10:00、10:15-11:00、11:03-11:55、12:15-12:30、16:25-16:30、17:03-18:00、0:55-5:00）
- ○こちら東京新聞、葛飾放送局（8:30 - 9:00）
- ○かつしかインフォメーション（9:00 - 9:20、16:00 - 16:20）
- 葛飾区いっせい防災行動訓練（11:00 - 11:03）
- 情報TIME（12:40 - 13:00）
- ○YOUR SONG MY LIFE（13:00 - 14:30）

月 - 水
- ○KFM-Katsushika Fun Maker（19:00 - 21:00）

月曜
- 及川達也の情熱葛飾！！！（10:00 - 10:15）
- 健康指南！五月女心ノ助の食育かるた（11:55 - 12:00）
- 彩ラジオ（12:00 - 12:15）
- ○[石黒ヨンペイの葛飾コメディクラブ]（15:00 - 15:30）
- ○武美怜の東西南北 あっぱれ葛飾（18:00 - 19:00）
- 中村隆道のHUMAN ROCK TERMINAL（21:00 - 22:00）

火曜
- ○午前10時のダンスホール（第2・4週 10:00 - 11:00）
- ○あいさのミュージック・ジャーニー（12:00 - 12:15）
- あきらとさなえの思い出歌謡曲（18:00 - 19:00）
- バッドボーイズ清人のどっぷり!葛飾人（21:00 - 21:30）
- かすみんのおしゃべりタクシー（21:30 - 22:00）
- きしゃぽっぽ（22:00 - 23:00）
- 鰹座モカのカッポジレディオ（23:00 - 23:30）

水曜
- 江戸川タイムズ（第2週 15:00 - 15:15）
- ○ロッキンスター 本当に星になったアーティストたち（18:00 - 19:00）※かつしかFMをキーステションに全国28局ネット[3]
- MUSIC LINE〜オートリバースで恋して〜（21:00 - 22:00）
- 藤谷桃の桃の缶詰（22:00 - 23:00）
- バッドボーイズ清人withのんラップシール（23:00 - 23:30）

木曜
- ○麻生みどりのいろはに民謡（第1週 18:00 - 19:00）
- ○中央学院大学 清水研究室ラジオ（第2週 18:00 - 19:00）
- ○大樹ゆたかのワンダフルタイム（第3週 18:00 - 19:00）
- ○松下サトミ♪音楽っていいな（第4週 18:00 - 19:00）
- ○軽音部のラジカセ（19:00 - 21:00）
- 水瀬あやこの音楽飛行（第2週21:00 - 22:00）
- 鰹座モカの葛☆カツDON（23:00 - 23:30） - 隔週更新

金曜
- ○「私と一緒に喋りませんか?」恵子と啓子の人生さんぽ道（第1週 10:00 - 11:00）　- 今日はあなたがラジオDJの場合あり
- ○「私と一緒に喋りませんか?」恵子とヒデ同級生（第2週 10:00 - 11:00）
- ○「私と一緒に喋りませんか?」坂本潤之輔のぶっちゃけトーク（最終週 10:00 - 11:00）
- すごいぞ！葛飾シルバー会員（第1・3週　11:30 - 11:45）
- ○佐藤家のロックな週末（18:30 - 19:00）
- 中村隆道のHUMAN ROCK TERMINAL（19:00 - 20:00）
- ○Way to Go!（20:00 - 21:00）
- おがさわらあい『かつしかには愛がある!』（21:00 - 21:30）
- 夜ドン! -夜は行け行け!ド〜ンと歌謡曲-（22:00 - 23:00）
- よるさん（第1・3・5週 23:00 - 23:15）

土曜・日曜
- じゅうぞうのアワーカントリー（21:00 - 21:30）
- 関洋子 愛のサロン（21:30 - 22:00）
- ラヴィッツ松尾のイネナウ！（22:00 - 22:30）
- ****えすだぼ いんく!!（22:30 - 23:00）
- MUSIC LINE（23:00 - 24:00、24:15 - 5:00）
- 鷲雅裕のDrinking at Home（24:00 - 24:15）

土曜
- 槌谷知佳のシンガーソンガーRadio（13:00 - 15:00）
- ゆうこのふわかるで行こう!（15:00 - 17:00）
- きしゃぽっぽ（再放送 19:00 - 20:00）
- オートバースで恋して（再放送 20:00 - 21:00）
- じゅうぞうのアワーカントリー（21:00 - 21:30）
- 関洋子 愛のサロン（21:30 - 21:40）
- ラヴィッツ松尾のイネナウ!（22:00 - 22:30）
- えすだぼいんく!SWindows Freak（22:30 - 23:00）

日曜
- 私と一緒に喋りませんか?（再放送 10:00 - 11:00）
- ミッシェル藍ミッションラジオ（再放送 第1・3週 13:00 - 15:00）
- Way to Go!（再放送 15:00 - 16:00）
- 軽音部のラジカセ（再放送 19:00 - 21:00）
- ちょっとだけハワイの風（第2週 21:00 - 21:15）
- 爆走!かつしか～高砂放送局（第3週 21:00 - 21:30）
- エスタシオン 語り草紙（22:00 - 22:30）
- 声優のたまごさん ひよこさん この指とまれ（22:30 - 23:00） - かつしかFMが制作し、FMマザーシップでも放送される。

## パーソナリティ
- 麻生みどり（麻生みどりのいろはに民謡）
- @高砂放送局（爆走！かつしか～高砂放送局）
- 石川ことみ（バッドボーイズ清人のどっぷり!葛飾人）
- 江戸川大学　マスコミ自主講座 アナウンスグループ（江戸川タイムズ）
- 及川達也（及川達也の情熱葛飾）
- おがさわらあい（おがさわらあい『かつしかには愛がある！』）
- 鹿住良人（かすみんのおしゃべりタクシー）
- 鰹座モカ（鰹座モカの葛☆カツDON）
- かつしかFM隊（すごいぞ！葛飾シルバー会員）
- 管理人S（私と一緒に喋りませんか？）
- 五月女心ノ助（健康指南!五月女心ノ助の食育かるた）
- 鷺雅裕（鷺雅裕のDrinking at Home）
- 佐々木健二（ロッキン・スター～本当に星になったアーティスト達）
- THE SUGAR（佐藤家のロックな週末）
- 庄司千加子（午前10時のダンスホール）
- 関洋子（関洋子 愛のサロン）
- 染谷典亜（YOUR SONG MY LIFE）
- 橋本理恵（夜ドン! -夜は行け行け！ド〜ンと歌謡曲-）
- 横井たかお（夜ドン! -夜は行け行け！ド〜ンと歌謡曲-）
- 空中世界（夜ドン! -夜は行け行け！ド〜ンと歌謡曲-）
- 嶋崎まどか（夜ドン! -夜は行け行け！ド〜ンと歌謡曲-）　ほか

## 過去の自社制作番組
- ドクター林の健康げらげらクリニック
- radioclub.jp